# Obermodern-Zutzendorf

Obermodern-Zutzendorf este o comună în departamentul Bas-Rhin, Franța. În 1 ianuarie 2022 avea o populație de 1.767 de locuitori.